# Robin Benzing
Robin Clemens Benzing (Seeheim-Jugenheim, 25 gennaio 1989) è un cestista tedesco.

## Carriera
Con la Germania ha disputato i Giochi olimpici di Tokyo 2020, due edizioni dei Campionati mondiali (2010, 2019) e cinque dei Campionati europei (2009, 2011, 2013, 2015, 2017).
Non è stato convocato per i mondiali di basket 2023.

## Palmarès
- Campionato tedesco: 1

Bayern Monaco: 2013-14